# معلومه
معلومه منت المیداح (عربی:المعلومة منت المیداح) (مشهور به «معلومه»؛ متولد ۱ اکتبر ۱۹۶۰)، یک آواز خوان، آهنگ نویس و سیاستمدار اهل موریتانی است. او که در جنوب-غرب کشور در یک خانواده متبحر در موسیقی سنتی موریتانی بزرگ شد، نخستین بار زمانی که دوازده سال سن داشت اجراء کرد و مدت کوتاهی پس از آن به کنسرت‌های انفرادی آغاز نمود. نخستین آهنگ او با عنوان «حبیبی حبیتو» به شدت از نحوه برخورد شوهران با خانم‌های آنها، انتقاد کرد. هرچند این موفقیت‌ها سریع بود، اما باعث اعتراض شدید از جانب طبقه حاکم سنتی گردید. پس از اینکه با اکراه در سن نوجوانی به سوی ازدواج سوق داده شد، معلومه تا سال ۱۹۸۶ میلادی از آواز خوانی دست کشید. او با ترکیب نمودن موسیقی سنتی با بلوز، جاز و الکترو توانست سبک منحصر به فرد خود را ایجاد کند. او که با آهنگ در مورد موضوعات بحث برانگیز مانند زندگی زناشویی، فقر و نابرابری در تلویزیون ظاهر می‌شد، در اوایل دهه ۱۹۹۰ در مریتانی سانسور می‌گردید، اما او در اواخر این دهه در خارج از کشور به آوازخوانی آغاز کرد. پس از اینکه این ممانعت برطرف گردید، او دوباره به حرفه آواز خوانی و ثبت خود روی آورده و به شهرت رسید، بویژه در میان نسل جوانتر. آلبوم چهارم وی بنام کنو (۲۰۱۴) شامل غزلیاتی است که نظریات او در مورد حقوق بشر و جایگاه زنان در اجتماع را اظهار می‌کند.
علاوه بر آواز خوانی، معلومه همچنین برای محافظت از موسیقی کشور خود مبارزه نموده و جداً از حکومت درخواست کرد تا یک مدرسه موسیقی بسازد، وی همچنین برای حمایت از میراث موسیقی، بنیاد شخصی خود را تأسیس نموده و در ۲۰۱۴ میلادی جشنواره موسیقی خود را تأسیس کرد. او در ۲۰۰۷ میلادی به عنوان سناتور انتخاب گردید که نخستین سیاستمدار از طبقه خودش بود، اما طی سال بعدی پس از کوتاهی دستگیر گردید. پس از برگزاری مجدد انتخابات در ۲۰۰۹ میلادی، او از حزب مخالف اچ-شورا دوباره سناتور شد و مسئولیت‌های ویژهٔ مرتبط با محیط زیست به وی داده شد. این امر باعث شد تا او در ۲۰۱۱ میلادی سفیر حسن نیت سازمان IUCN برای آفریقای مرکزی و جنوبی شود. در دسامبر ۲۰۱۴، او اعلام کرد که از حزب مخالف به حزب حاکم که اتحاد برای جمهوری بود می‌رود، چون از نظر او با بودن در این حزب می‌تواند به پیشرفت کشور خود کمک بیشتری کند. کارهای او از جانب کشورهای فرانسه و ایالات متحده مورد تقدیر قرار گرفته‌است، فرانسه نشان شوالیه لژیون دونور را به وی اعطاء کرد و سفیر ایالات متحده در موریتانی، لقب زن شجاع موریتانی را به او داد.

## دوران کودکی
معلومه منت مختار در ناحیه مذرذره در استان ترارزه که در جنوب-غرب موریتانی واقع شده‌است به تاریخ ۱ اکتبر ۱۹۶۰ متولد گردید، ۱۹۶۰ سالی است که این کشور استقلال خود را از فرانسه بدست آورد. او در یک خانواده گریو به دنیا آمد و در یک روستا ریگستانی کوچک بنام چراتی که در جنوب مذرذره در غرب آفریقا واقع شده‌است، بزرگ شد.

## ارجاعات
1. ↑  "Malouma: Biographie" (به فرانسوی). France Inter. Retrieved September 30, 2020.
2. ↑  Châtelot 2009.
3. ↑  African Business 2003, p. 66.